# 苏特努蒂县

所在位置

苏特努蒂县是巴基斯坦自由查谟和克什米尔地区所辖的一个县，位于该区中部。总面积569 km2（219.7 sq mi），总人口242,000。

## 行政区划
苏特努蒂县辖有3个乡。